# Campo Bonito
Campo Bonito là một đô thị thuộc bang Paraná, Brasil. Đô thị này có diện tích 433,836 km², dân số năm 2007 là 4458 người, mật độ 11,9 người/km².